# Црква Пречистога Срца Маријина у Бијељини
Црква Пречистога Срца Маријина је католична црква у Бијељини које је сједиште најисточније жупе Врхбосанске набискупија. Настала је преправљањем џамије Султана Сулејмана за вријеме Аустроугарске.

## Локација
Црква Пречистога срца Маријина налази се у централној градској зони. Објекат је изграђен на равном терену, на парцели троугаоног облика омеђеној улицама Војводе Степе и Браће Гаврић.

## Историја
Османским освајањем 1521. године, католичко становништво је нестало из околине данашање Бијељине. Током окупације од 1718. до 1739, постојало је неколико цивила или војних лица католичке вјероисповјести. За њихове потребе аустријске власти су преправиле џамију Султана Сулејмана у католичку цркву.
Анексијом Босне и Херцеговине 1878. године поново се јавља католично становиштво у Бијељини. Тада почиње и колонизација Мађара Бијељине. Католична жупа Светог Стјепана Крља је основана 1885. године.
Године 1885. одвојена је Бијељина од жупе Брчко и створени су предувјети за изградњу бијељинске жупне цркве. Бијељинска жупа је најисточнија жупа Врхбосанске надбискупије. Пројектирао ју је угледни пројектант Јосип Ванцаш 1885. године, темељни камен постављен 9. августа 1886., а црква свечано благословљена у јуну 1887. године. Ванцаш је морао смањивати пројект за ову цркву и израдити нови, због финанцијских ограничења. У новом пројекту звоник је постављен бочно, везан за подужу јужну фасаду, а не уобичајено. У данашњем облику довршен је тек љета 1913. године. Први су жупници били фрањевци, а с пријелаза 19. у 20. вијек у жупи пасторално дјелују дијецезански свештеници.
Црква носи садашњи назив од 1952. године.
Комисија за очување националних споменика, на темељу члана V став 4 Анекса 8. Општег оквирног споразума за мир у Босни и Херцеговини и члана 39 став 1 Пословника о раду Комисије за очување националних споменика, на сједници одржаној од 4. до 6.  новембра 2015. године, донијела је одлуку да се Градитељска цјелина – Црква Пречистога срца Маријина и жупни уред у Бијељини прогласи националним спомеником Босне и Херцеговине.

## Опис
Црква је једнобродна и представља еклектичко остварење грађено у неороманичком духу. У облику је латиничног слова Л, димензија 23,15 x 8,94 метра. Звоник је постављен бочно, везан за подужу јужну фасаду, а не уобичајено, што је посљедица измјене пројекта због недостатка средстава.
Жупни уред је димензија 9,30x9,70 метара.